# Torre di controllo del traffico aereo

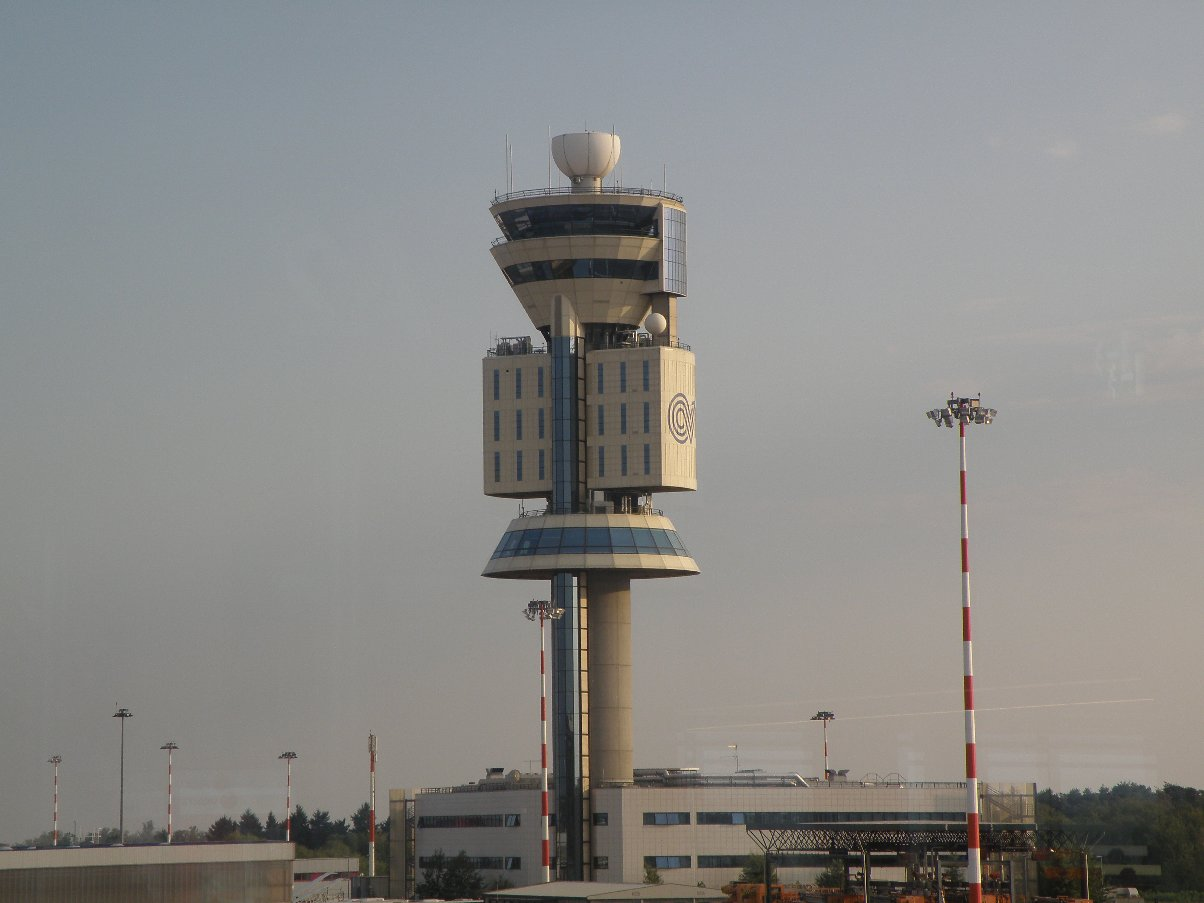
Torre di controllo ENAV dell'Aeroporto di Milano-Malpensa.

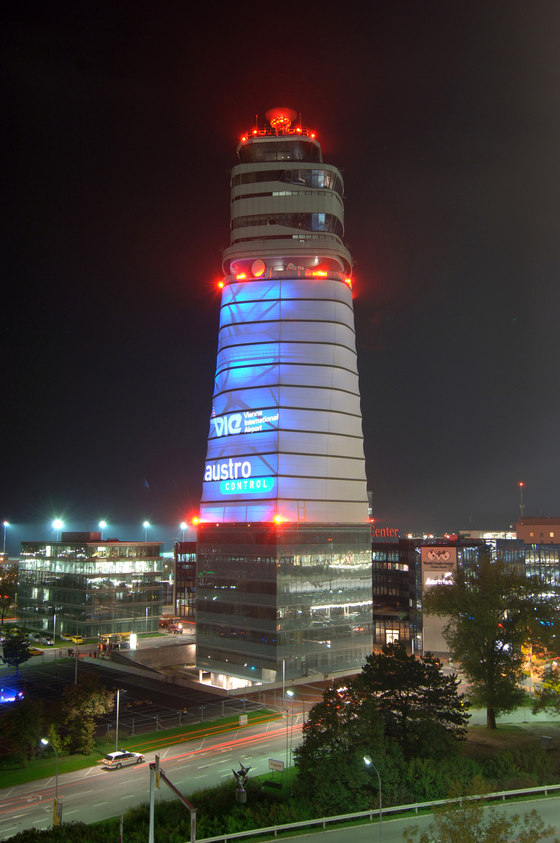
La torre di controllo dell'aeroporto di Vienna-Schwechat è la più alta d'Europa con 110 metri di altezza.

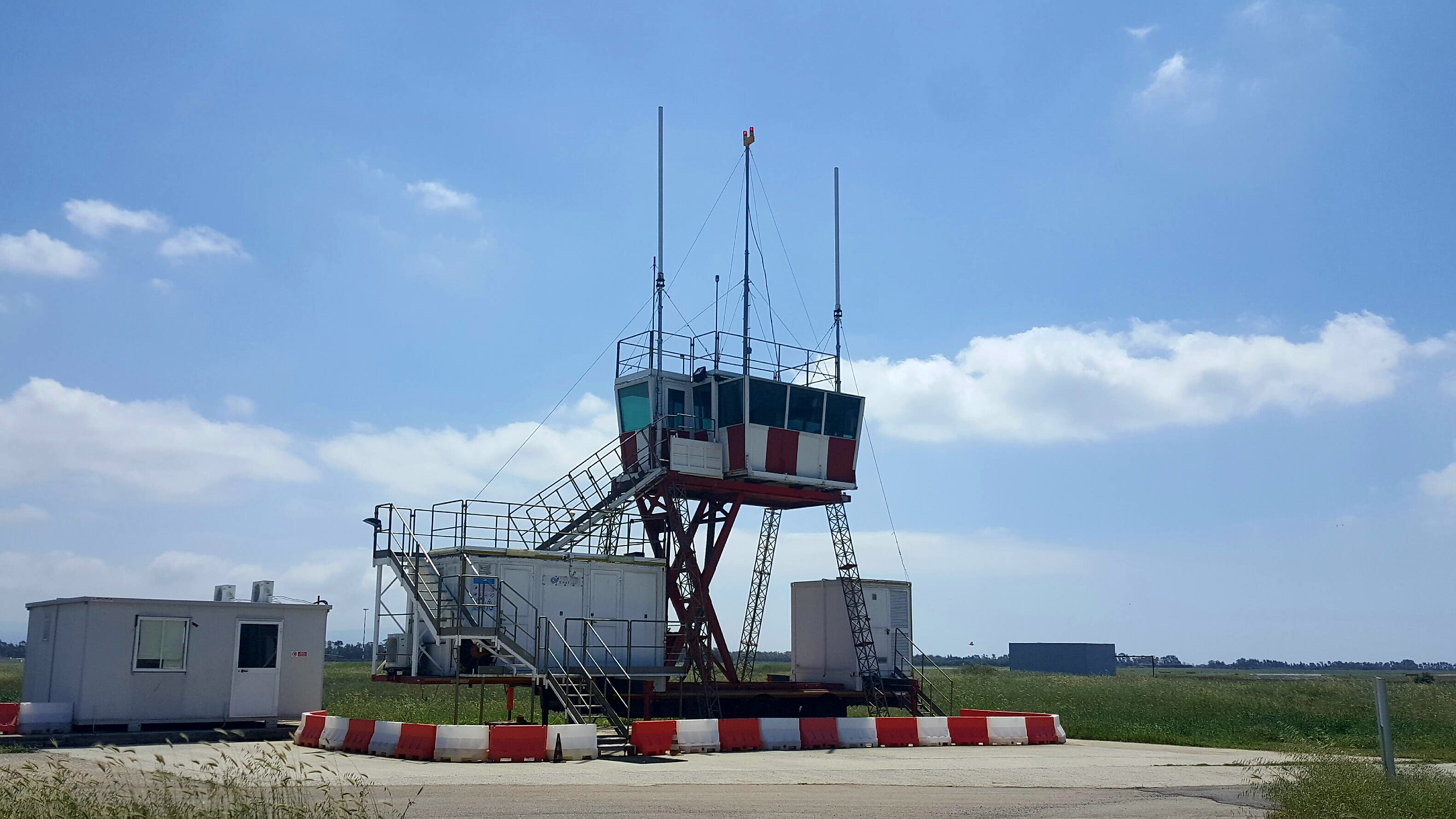
Torre di controllo mobile ENAV in servizio all'Aeroporto di Alghero-Fertilia durante la ristrutturazione della torre di controllo nel 2016.

La torre di controllo del traffico aereo (ATCT - Air Traffic Control Tower o semplicemente TWR - Tower) è l'ente dei Servizi del traffico aereo responsabile della fornitura del servizio di controllo del traffico aereo in un aeroporto, oltre ad essere il nome dell'edificio che lo ospita.

## Descrizione
Mentre negli aeroporti con poco traffico i piloti che si trovano ad operare contemporaneamente comunicano tra loro via radio, autogestendo le precedenze secondo le Regole generali dell'aeronautica (Annesso 2 ICAO), in quelli in cui il traffico supera un certo volume, viene istituita una torre di controllo allo scopo di emettere autorizzazioni e istruzioni per la sicura condotta dei voli. Vi sono poi torri di controllo temporanee che vengono istituite:
- in occasione di grandi manifestazioni per gestire il traffico (prevalentemente elicotteristico) in arrivo e in partenza da esse; ciò avviene ad esempio nell'Autodromo di Monza in occasione dell'annuale Gran Premio di Formula 1;
- durante i lavori di ristrutturazione della torre di controllo di un aeroporto, come avvenuto ad esempio nel 2016 all'Aeroporto di Alghero-Fertilia.

La struttura delle torri di controllo permanenti spicca spesso in altezza tra gli edifici dell'aeroporto ed è dotata di grandi finestre su tutto il suo perimetro; ciò per dare ai controllori del traffico aereo la possibilità di osservare sia gli aeromobili al suolo che quelli in volo nei 360 gradi dell'orizzonte.
Le torri degli aeroporti mediamente trafficati possono avere anche un solo controllore dedicato alla gestione del traffico e fornendo un servizio solo diurno; gli aeroporti più trafficati hanno invece torri con postazioni per più controllori contemporaneamente presenti e sono operative 24 ore al giorno, 365 giorni l'anno.
Si distinguono in queste torri la figura del Controllore arrivi/partenze (Tower controller - TWR) e del Controllore dei movimenti al suolo (Ground Controller - GND); il primo istruisce gli aeromobili in volo e sulle piste, il secondo quelli sulle vie di rullaggio da e per i parcheggi.
Il servizio di controllo di aeroporto è fornito in una zona di traffico aeroportuale (ATZ) allo scopo di garantire la separazione tra i velivoli sull'area aeroportuale e nelle immediate vicinanze. In tal caso si parla anche di aeroporto controllato. Il servizio di controllo del traffico aereo è fornito agli aerei già sui sentieri di avvicinamento, precedentemente in carico alla Approach control unit (APP), che a volte, per un maggiore coordinamento, coincide con TWR, e agli aerei al suolo. La separazione tra aerei in volo nella fase di crociera viene solitamente garantita con il controllo radar, mentre la separazione in volo nel circuito di traffico aeroportuale e al suolo, che deve essere garantita tra gli aeromobili e tra gli aeromobili e gli ostacoli di altra natura (oltre alle strutture, vi sono un gran numero di veicoli di servizio), è garantita con il controllo visivo e, in caso di condizioni meteo di scarsa visibilità, con il radar di terra ove disponibile.
Una torre di controllo di un importante aeroporto contiene normalmente i seguenti apparati:
- radio per comunicare con gli aeromobili, collegate alle cuffie dei controllori e a sistemi speaker-microfono
- linee telefoniche per comunicare con gli enti limitrofi o con l'esterno, anch'esse collegate alle cuffie degli operatori
- baia per le strisce di progresso volo (sostituita in alcune torri da sistemi computerizzati)
- apparati per la lettura di vento e pressione atmosferica istantanei e per altre informazioni meteorologiche
- radar di aeroporto, non utilizzato per effettuare le separazioni in senso stretto, ma utile per avere una vista immediata del traffico
- radar di superficie (SMR - Surface Movement Radar) che visualizza gli aeromobili al suolo, utile nelle situazioni di bassa visibilità o di notte

## Galleria d'immagini

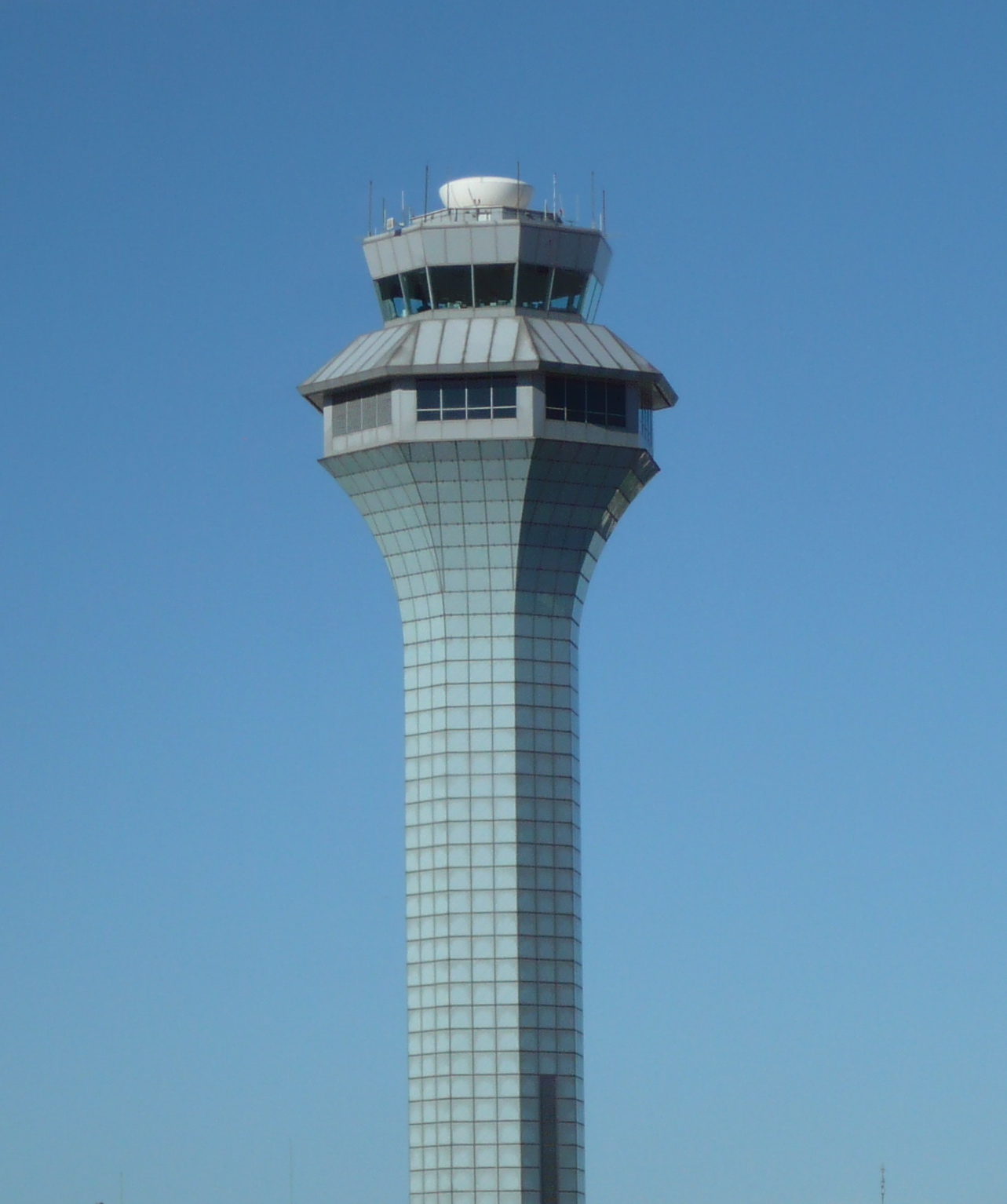
Torre dell'aeroporto di Chicago
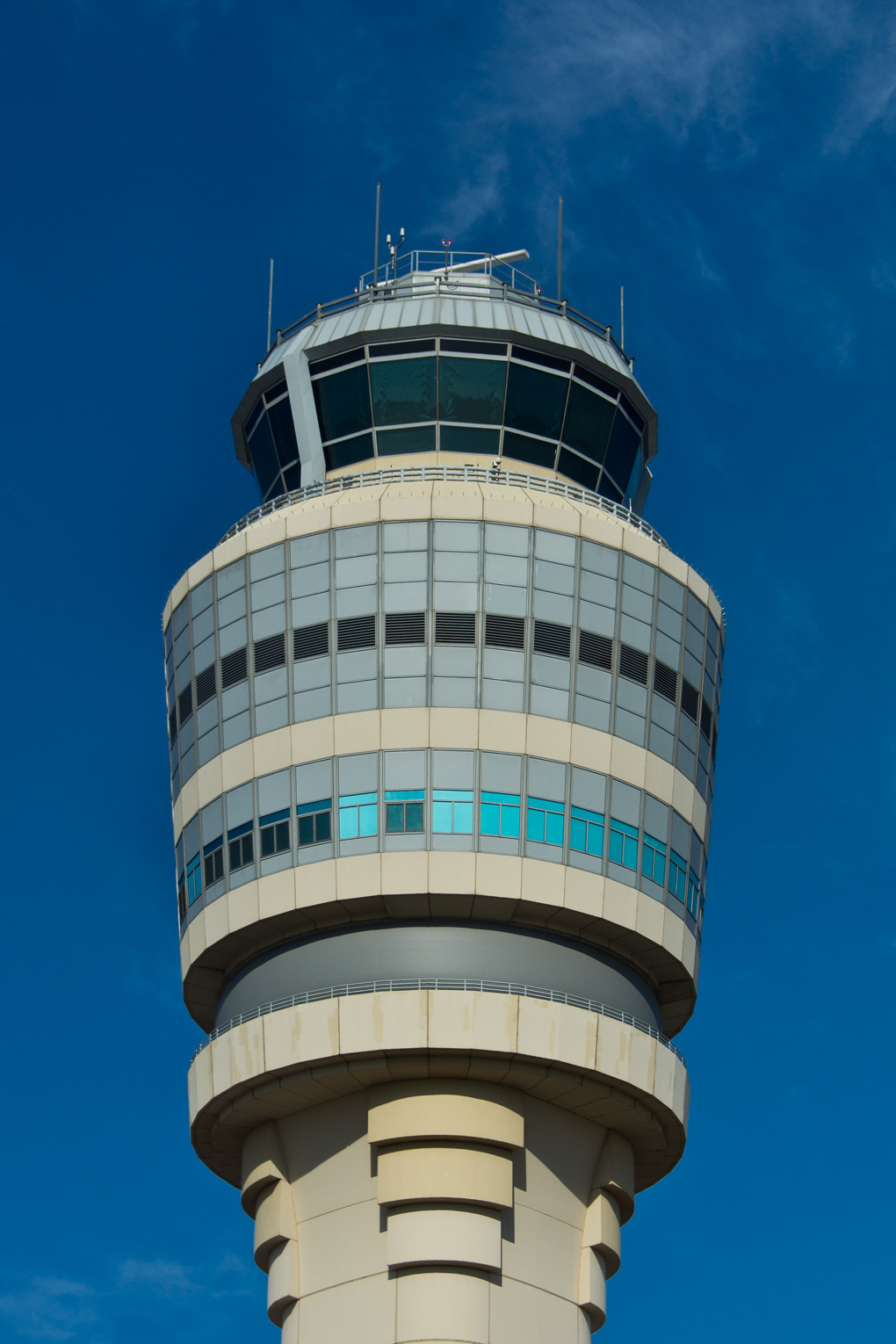
Torre dell'aeroporto di Atlanta
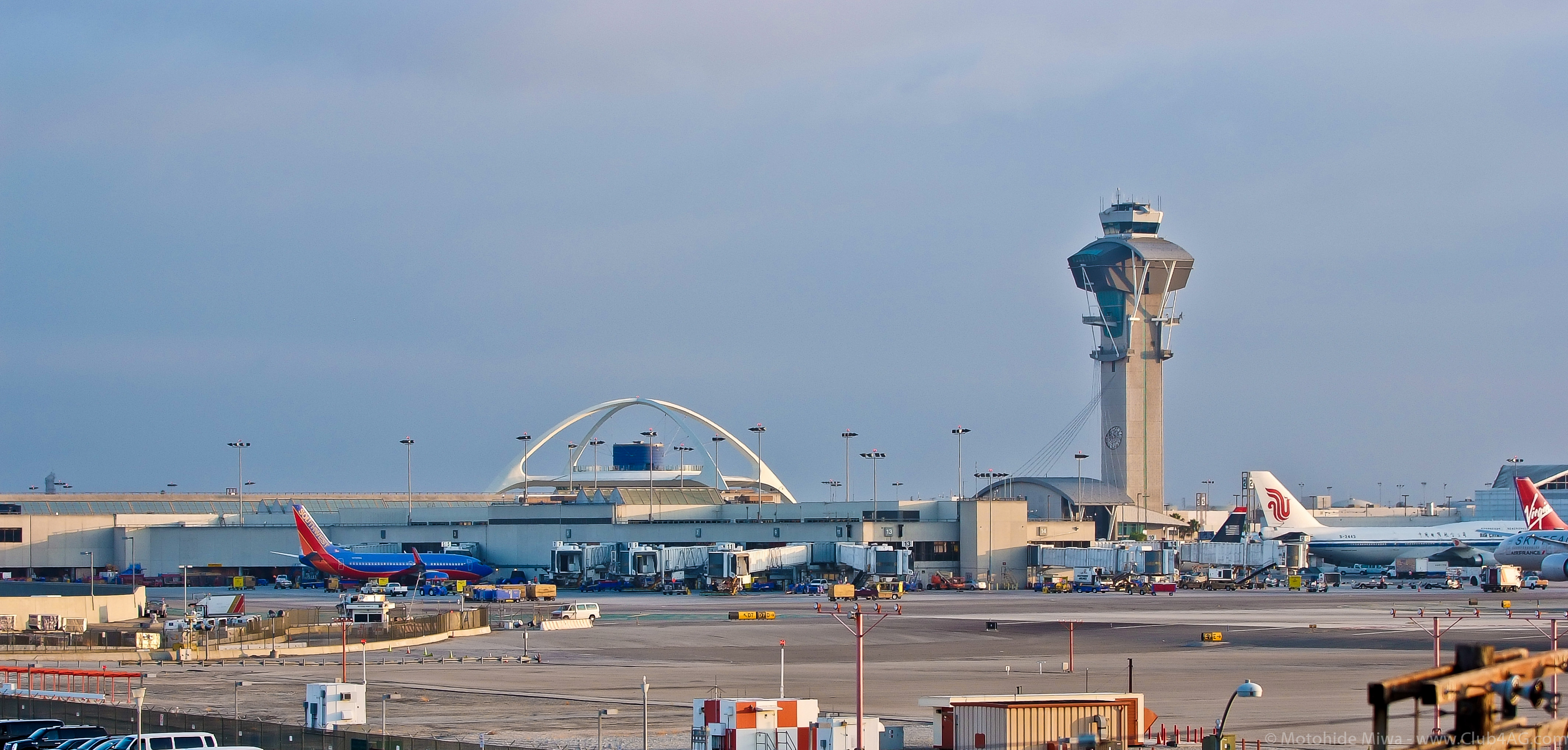
Torre dell'Aeroporto Internazionale di Los Angeles
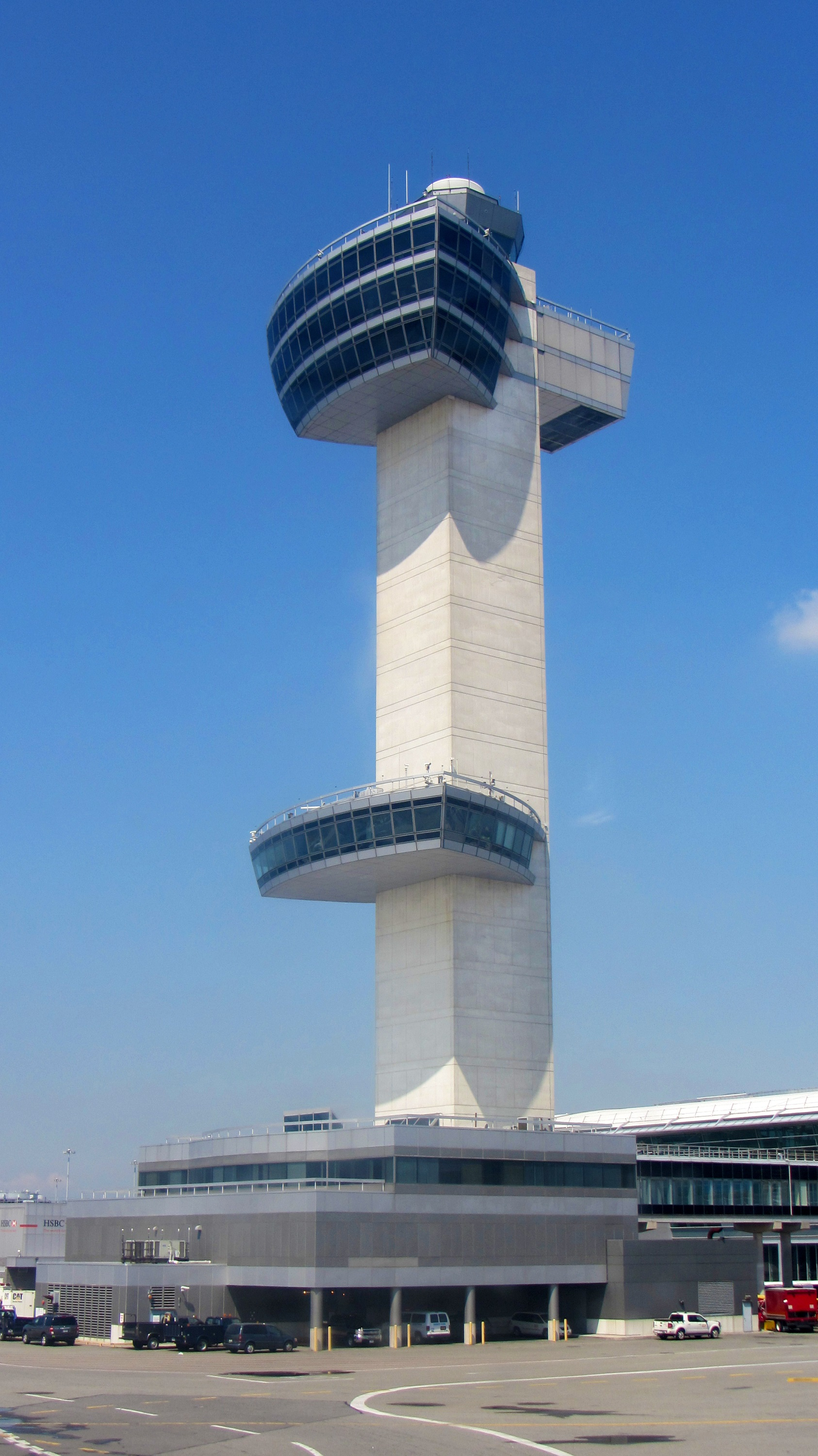
Torre dell'aeroporto di New York
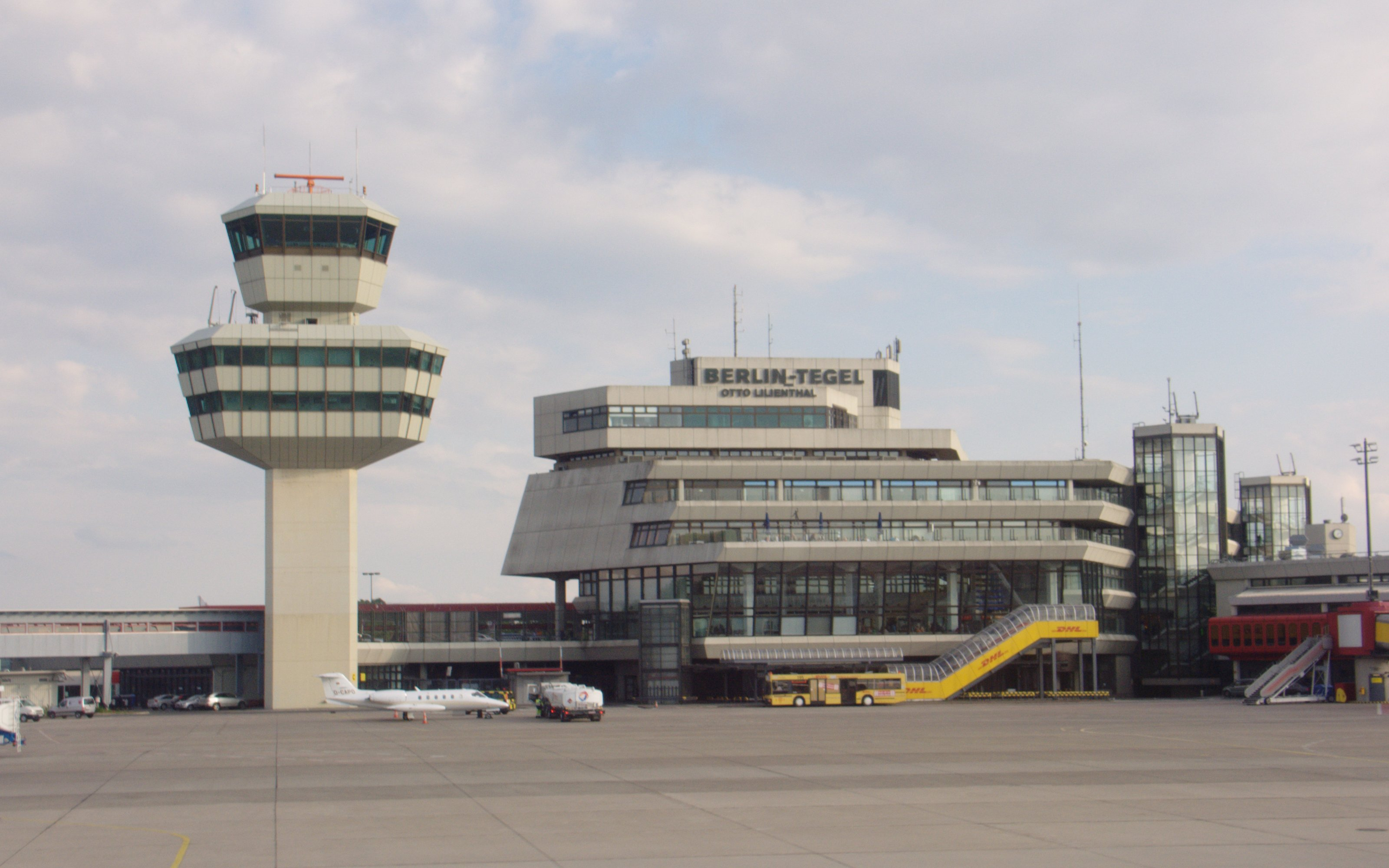
Torre dell'Aeroporto di Berlino-Tegel
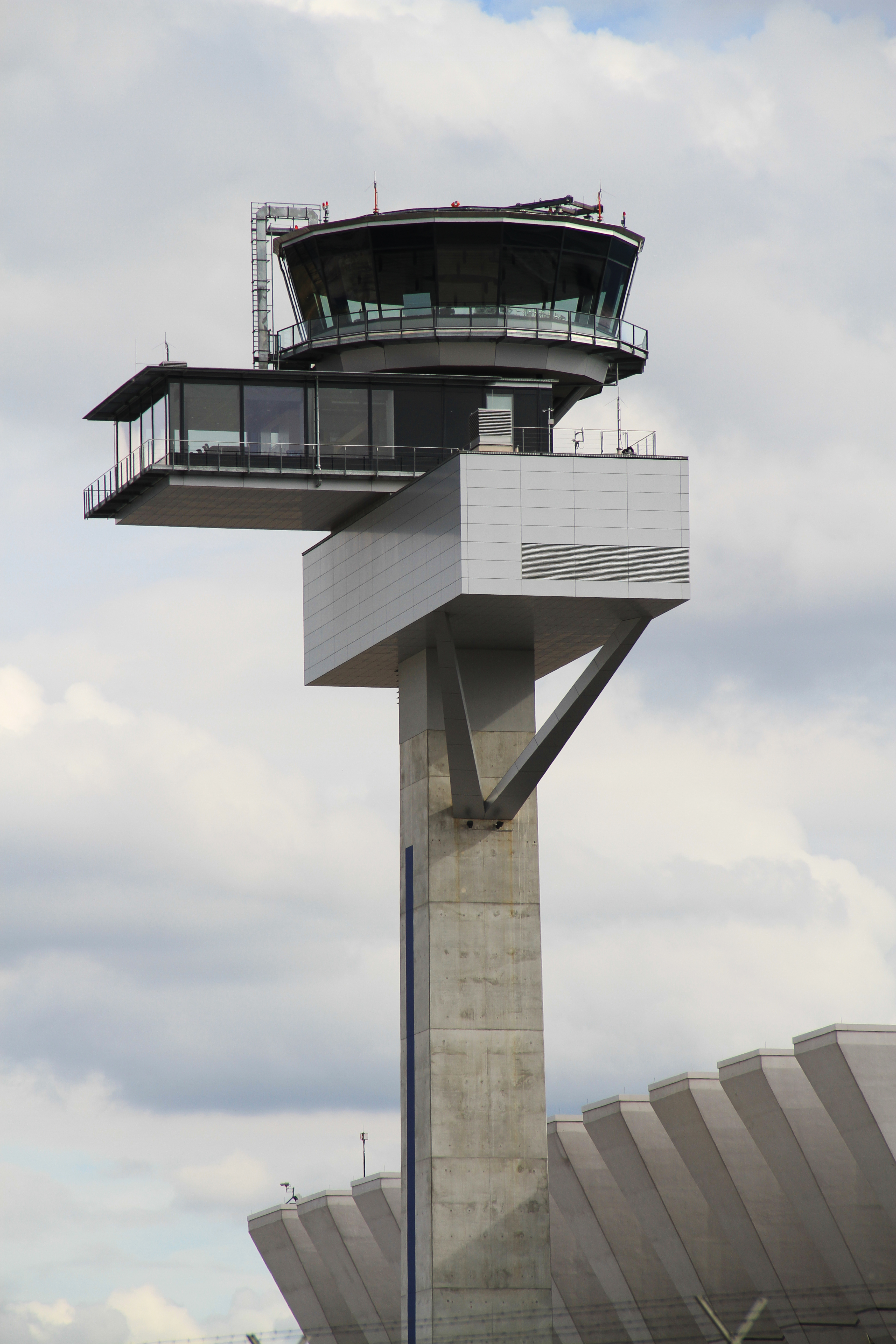
Torre dell'aeroporto di Francoforte sul Meno
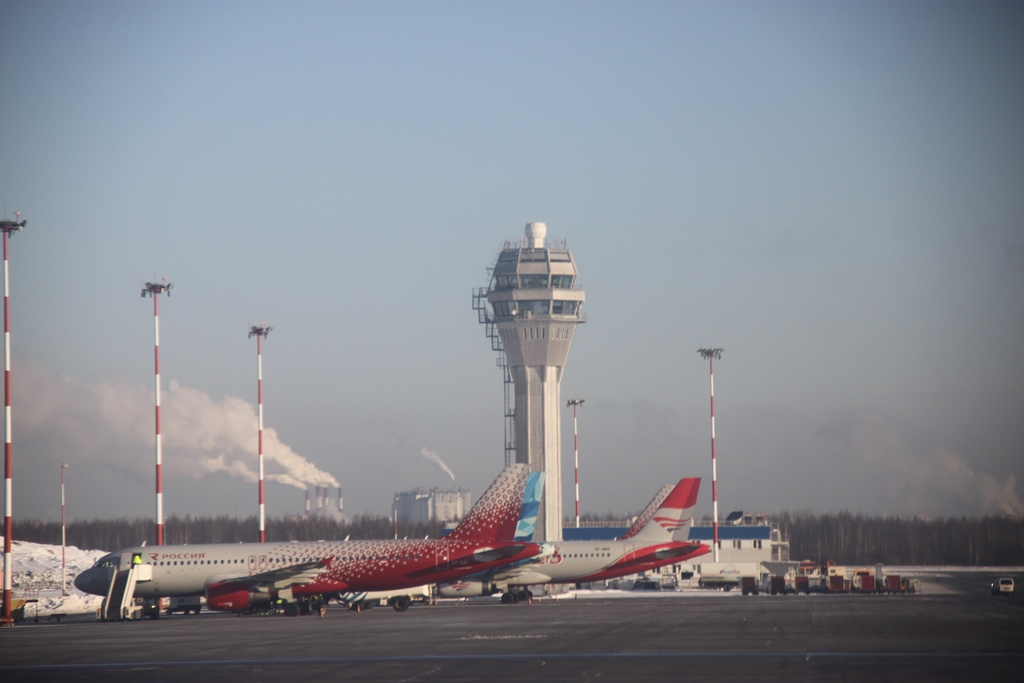
Torre dell'Aeroporto di San Pietroburgo-Pulkovo
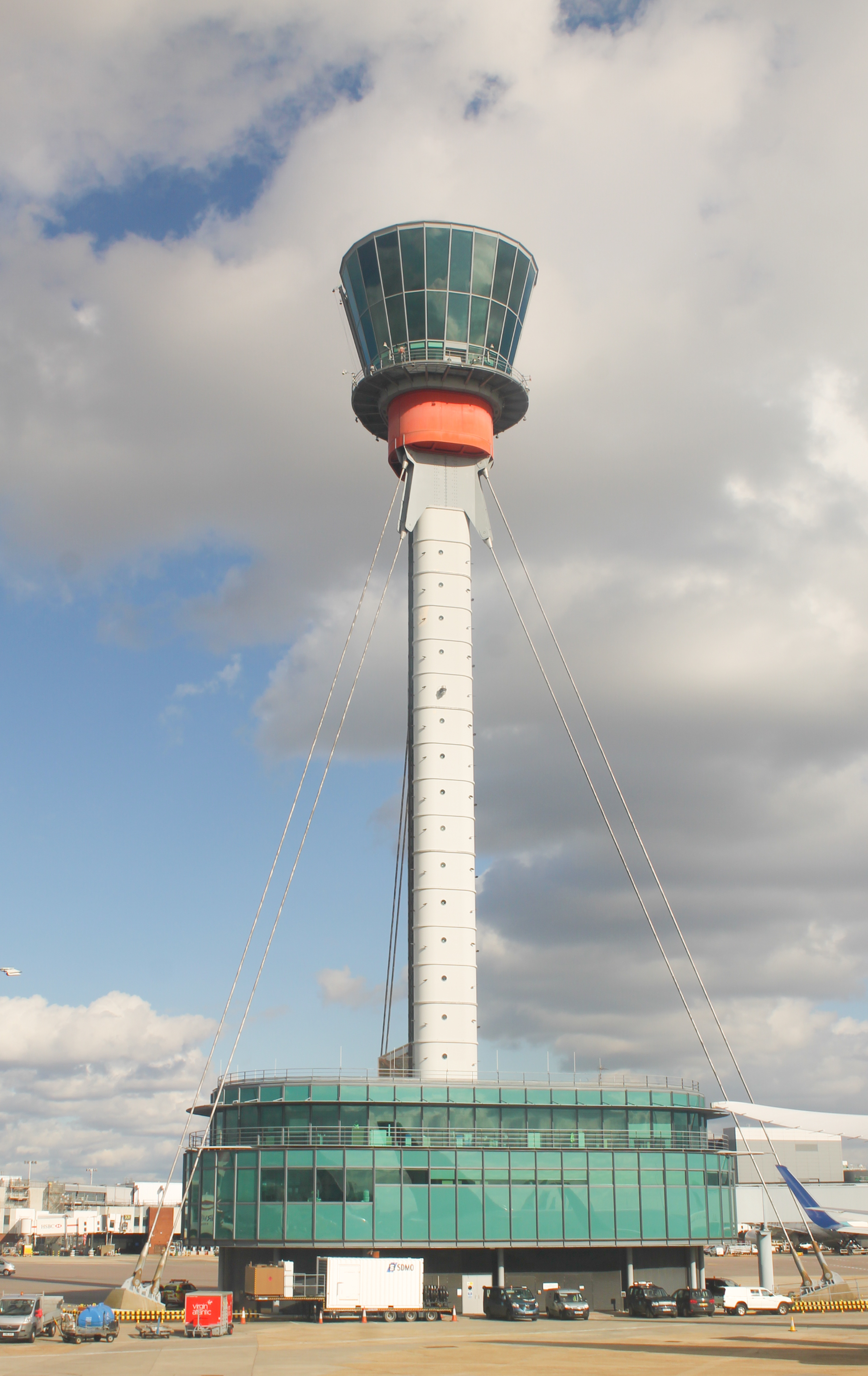
Torre dell'aeroporto di Londra-Heathrow
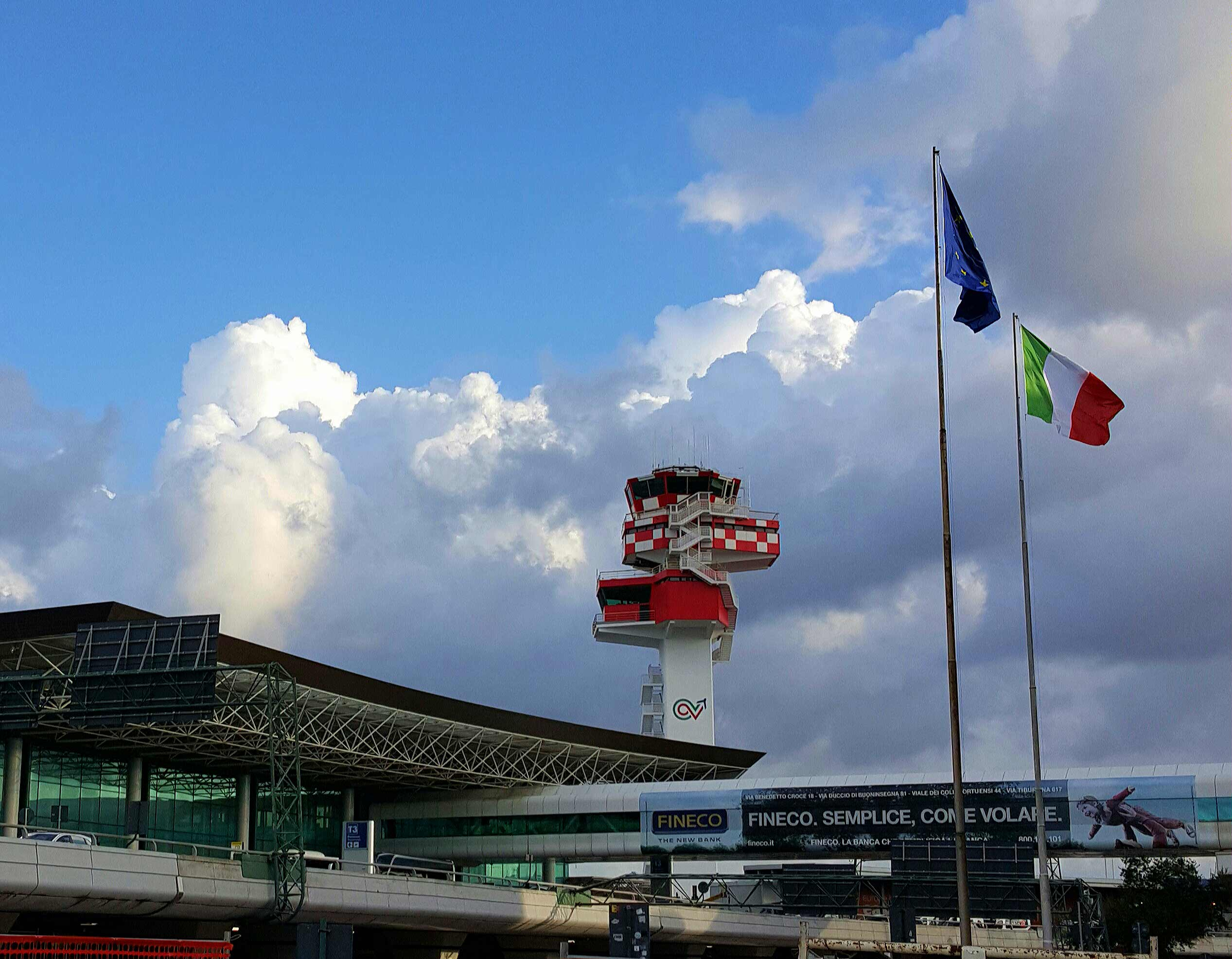
Torre dell'Aeroporto di Roma-Fiumicino
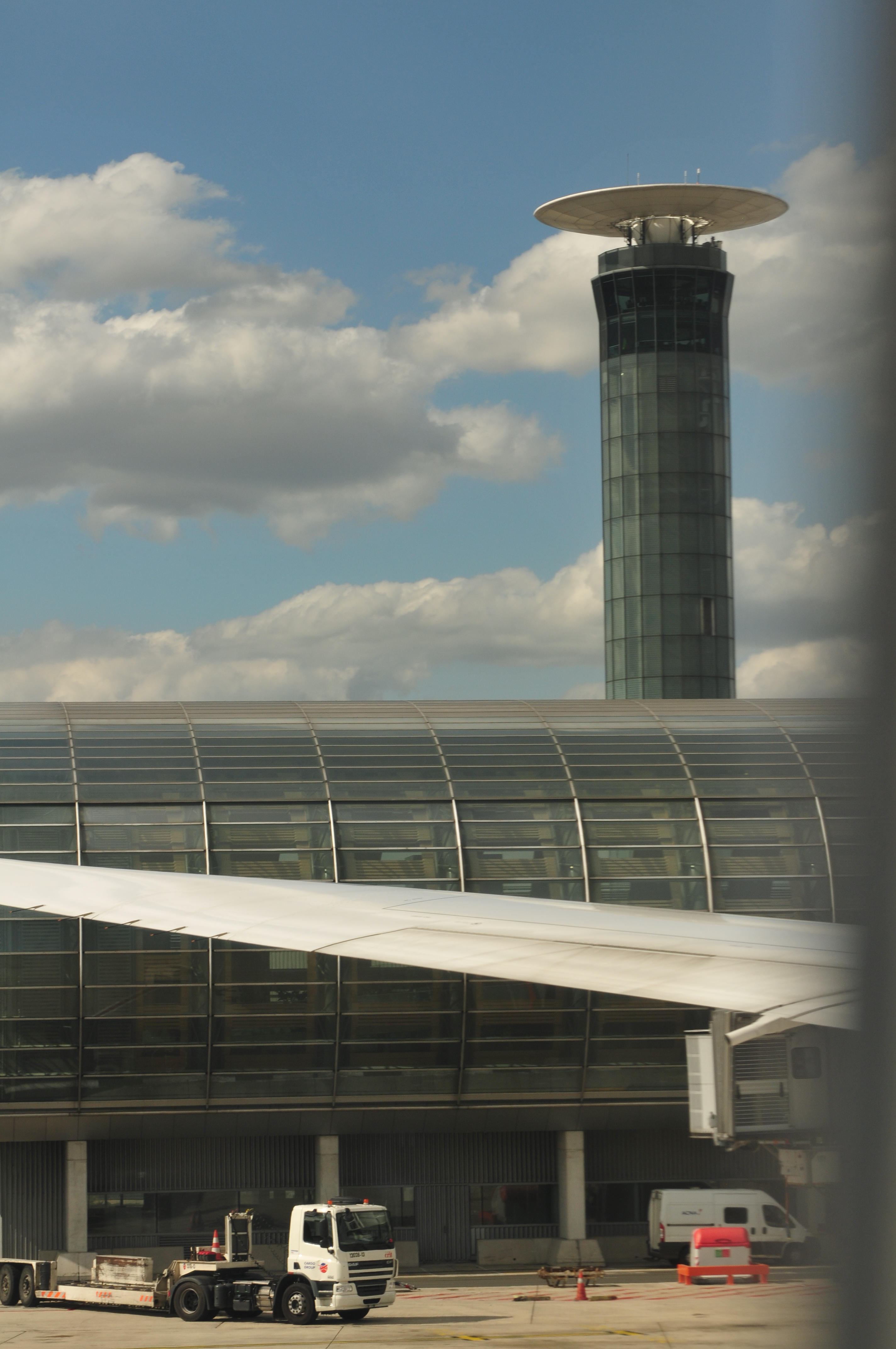
Torre dell'Aeroporto di Parigi Charles de Gaulle
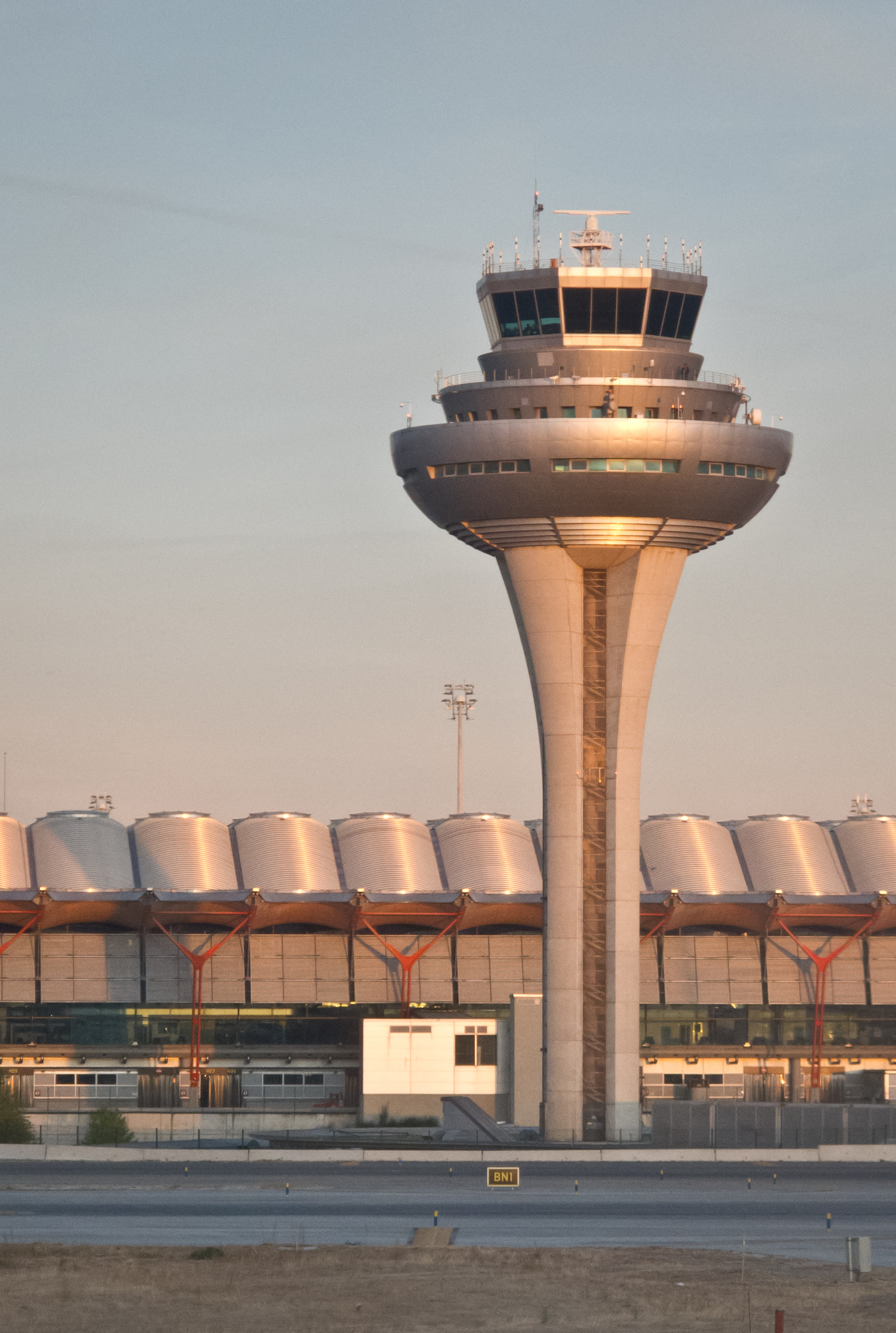
Torre dell'aeroporto di Madrid-Barajas
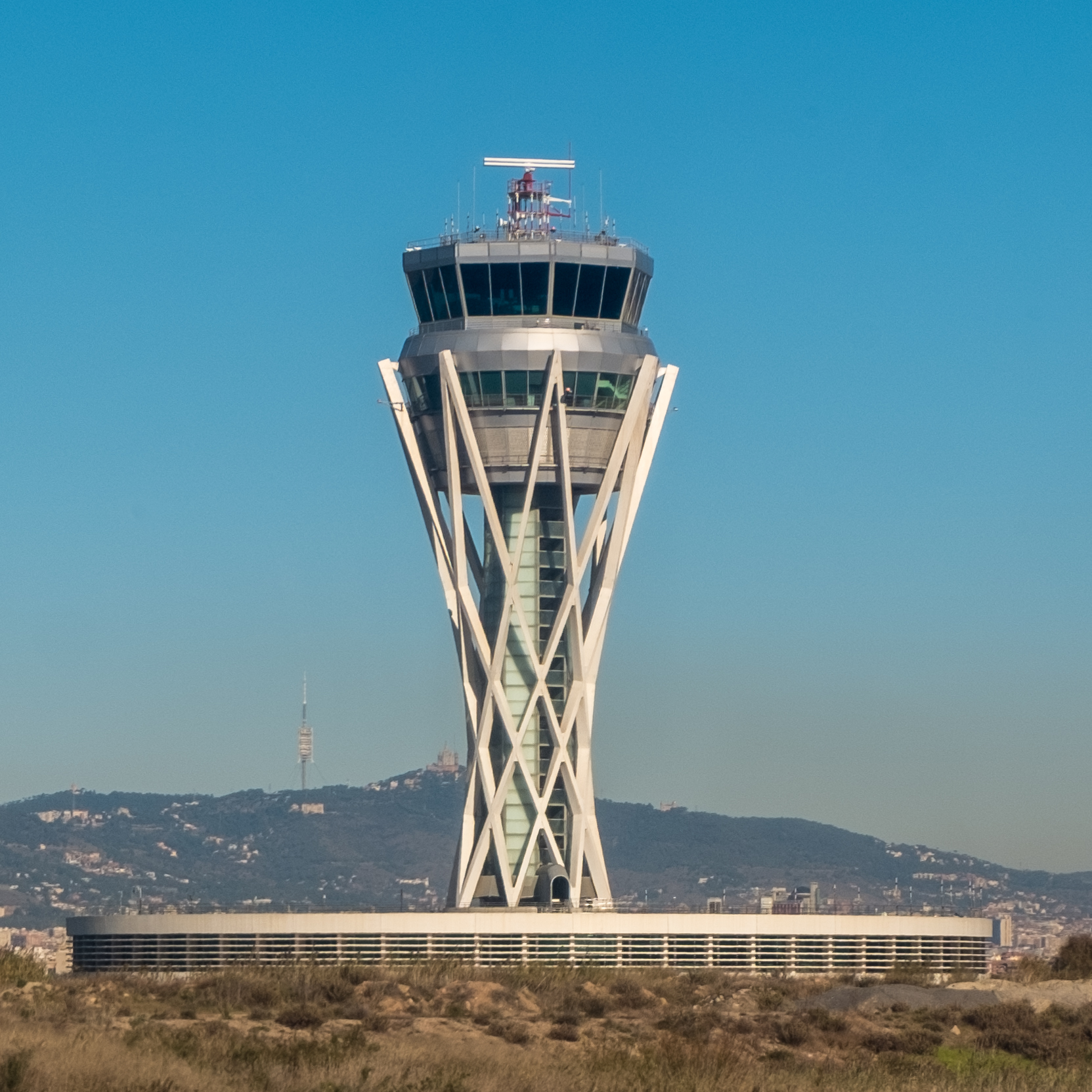
Torre dell'aeroporto di Barcellona-El Prat
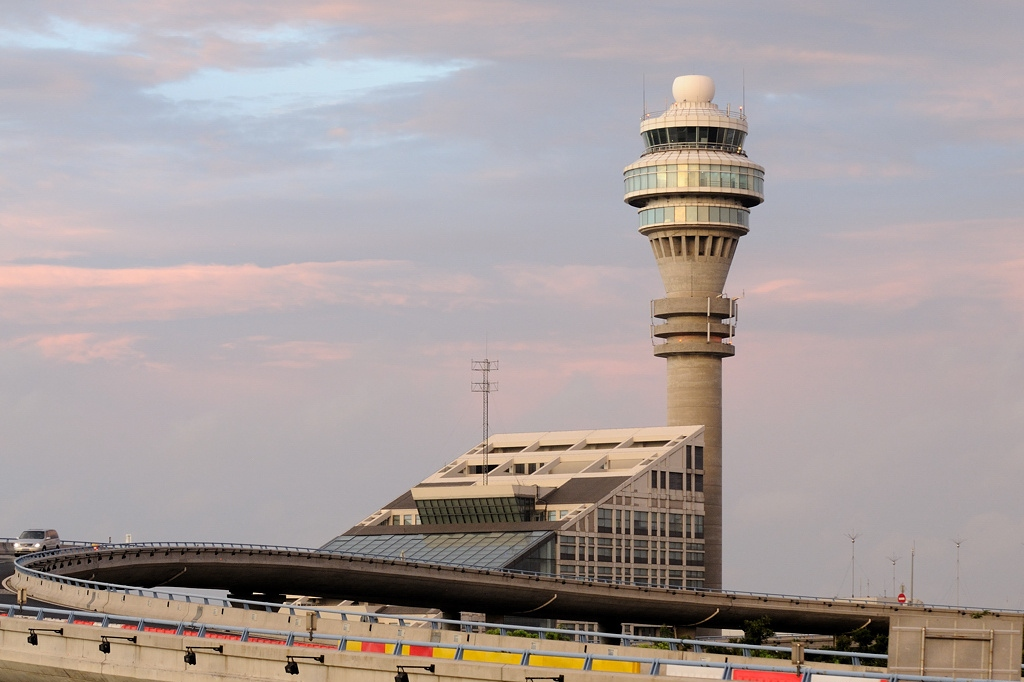
Torre dell'Aeroporto di Shanghai
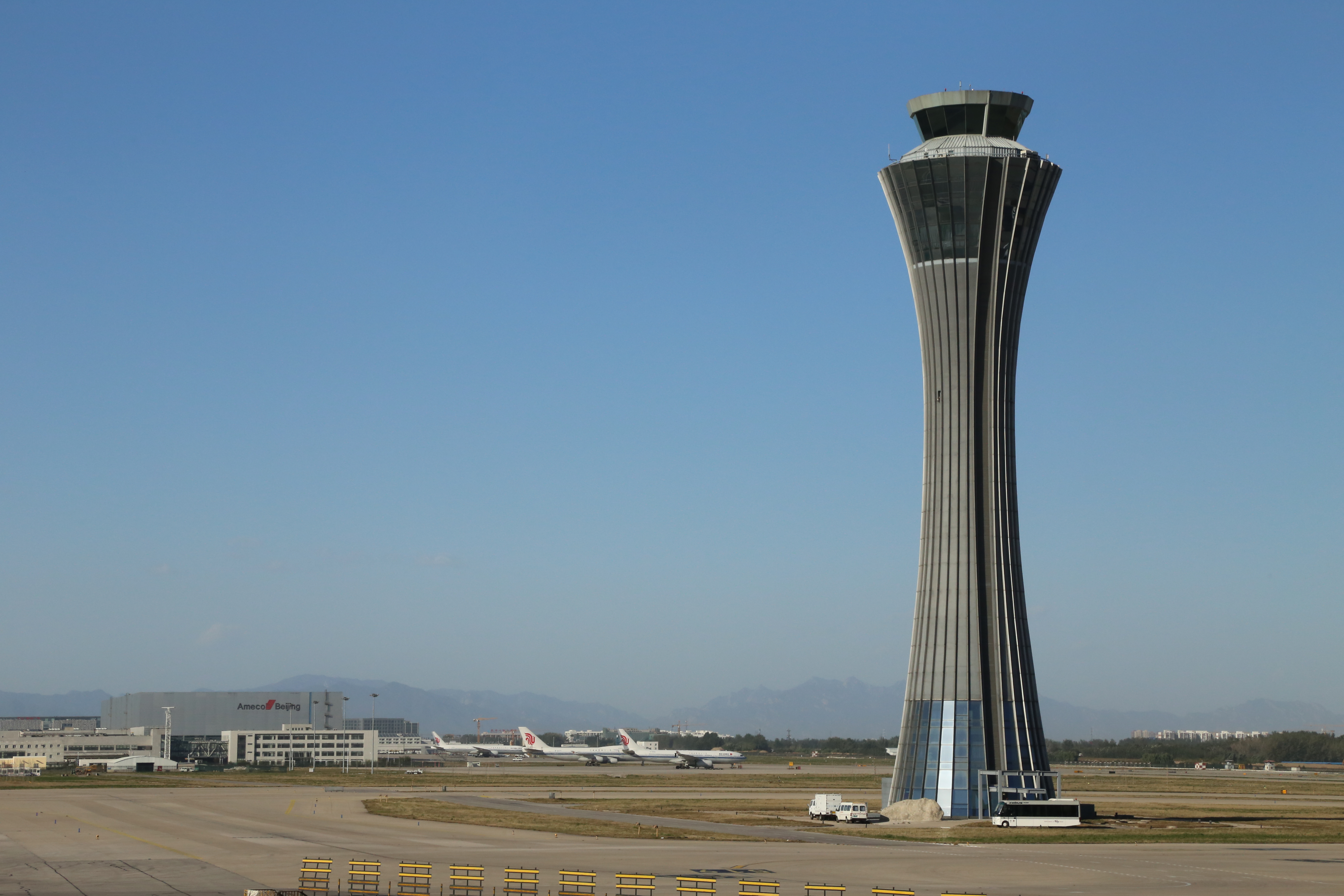
Torre dell'Aeroporto di Pechino-Capitale
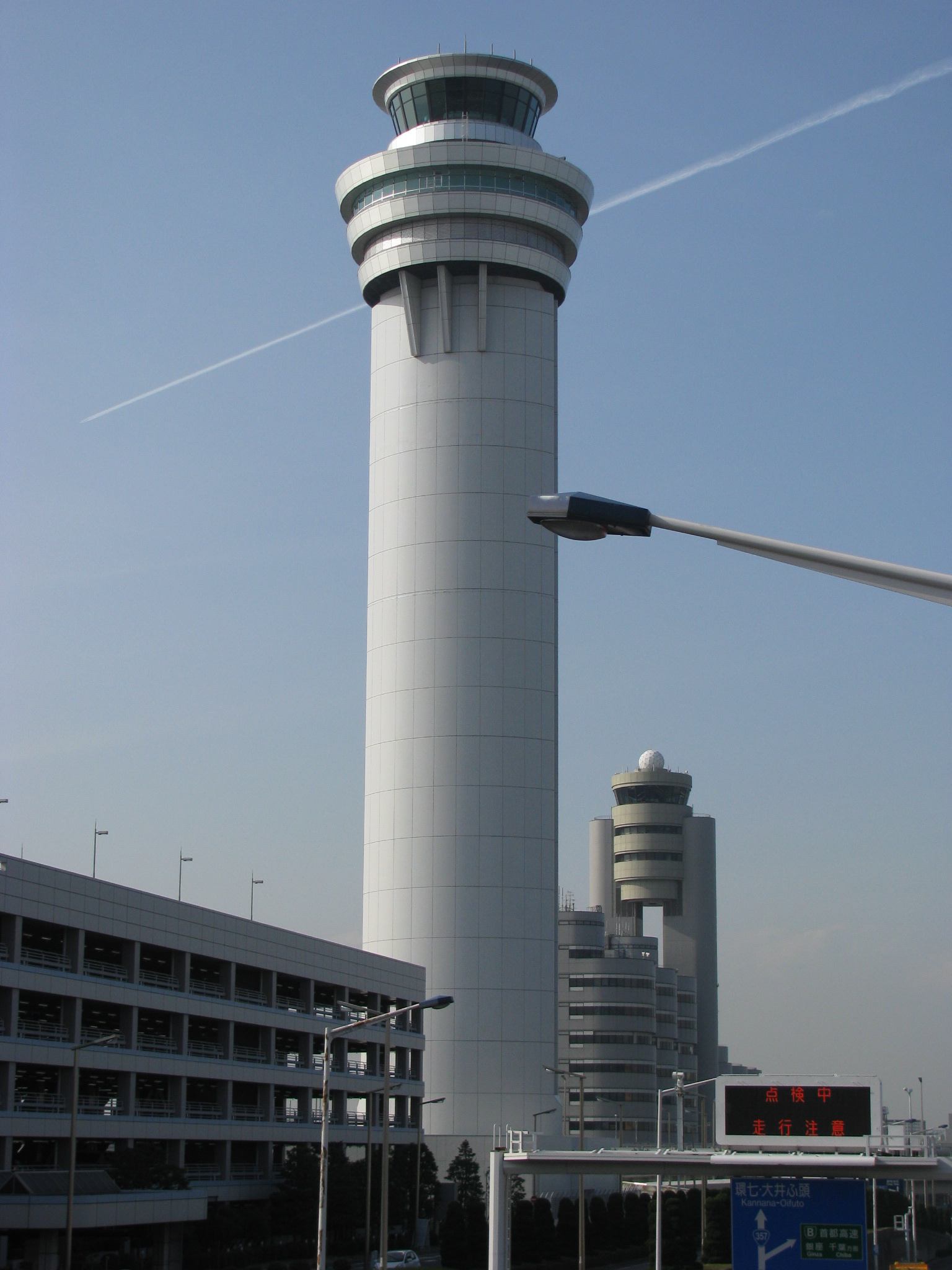
Torre dell'Aeroporto Internazionale di Tokyo
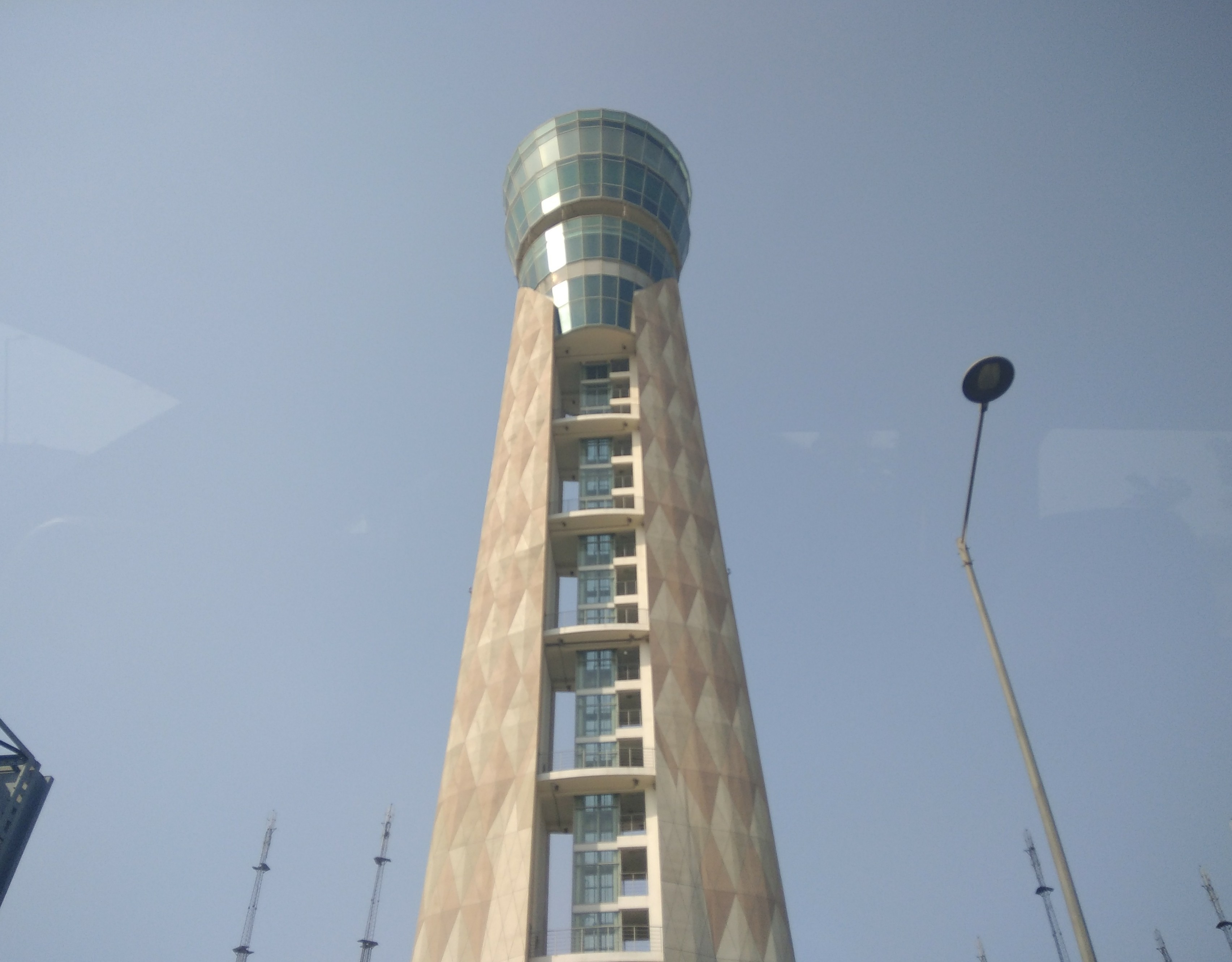
Torre dell'Aeroporto Internazionale di Delhi
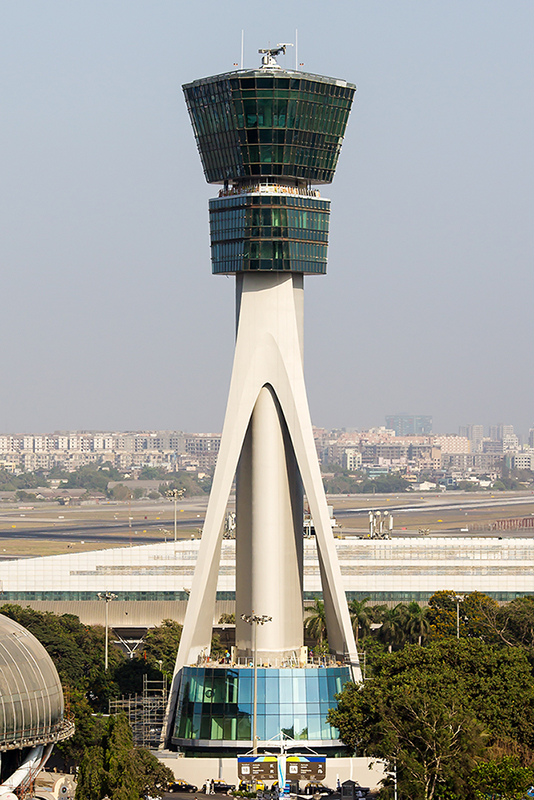
Torre dell'aeroporto di Mumbai